# Liste des évêques de Fabriano-Matelica
Cette liste recense les évêques qui se sont succédé sur le siège du diocèse de Fabriano érigé en 1728 et unit aeque principaliter à celui de Camerino. En 1785, Pie VI restaure l'ancien siège de Matelica et l'unit aeque principaliter au diocèse de Fabriano ; en même temps, il met fin à l'union avec Camerino. En 1986, les deux diocèses sont pleinement unis et la nouvelle circonscription ecclésiastique prend le nom de diocèse de Fabriano-Matelica.

## Évêques de Camerino et Fabriano
- Cosimo Torelli (1719-1736)
- Ippolito Rossi (1736-1746) nommé évêque de Senigallia
- Francesco Viviani (1746-1767)
- Luigi Amici (1768-1787)

## Évêques de Fabriano et Matelica
- Nicola Zoppetti, O.E.S.A (1785-1796)
  - Siège vacant (1796-1800)
- Giovanni Francesco Capelletti (1800-1806) nommé évêque d'Ascoli Piceno
- Domenico Buttaoni (1806-1822)
- Pietro Balducci (1822-1837)
- Francesco Faldi (1837-1858)
- Antonio Maria Valenziani (1858-1876)
- Leopoldo Angelo Santanché, O.F.M.Ref (1876-1883)
- Macario Sorini (1883-1893)
- Aristide Golfieri (1895-1895) nommé évêque de Città di Castello
- Luciano Gentilucci (1895-1909)
- Pietro Zanolini (1910-1913) nommé évêque de Lodi
- Andrea Cassulo (1914-1921)
- Luigi Ermini (1921-1945)
- Lucio Crescenzi (1945-1960)
- Macario Tinti (1960-1978)
- Luigi Scuppa (1978-1986) nommé évêque de Fabriano-Matelica

## Évêques de Fabriano-Matelica
- Luigi Scuppa (1986-2001)
- Giancarlo Vecerrica (2002-2016)
- Stefano Russo (2016-2019), nommé secrétaire général de la CEI en septembre 2018
  - Stefano Russo, administrateur apostolique  (avril- juillet 2019)
  - Francesco Massara, archevêque de Camerino-San Severino Marche, administrateur apostolique  (depuis juillet 2019)

## Sources
- http://www.catholic-hierarchy.org